# Невен Джурасек
Невен Джурасек (хорв. Neven Đurasek, нар. 15 серпня 1998, Вараждин) — хорватський футболіст, півзахисник угорського клубу «Дебрецен».
Виступав, зокрема, за загребське «Динамо», «Вараждин», «Дніпро-1» та «Шахтар», а також молодіжну збірну Хорватії.

## Клубна кар'єра
Народився 15 серпня 1998 року в місті Вараждин. Вихованець юнацьких команд футбольних клубів «Вараждин» та «Динамо» (Загреб).
У дорослому футболі дебютував 2016 року виступами за фарм-клуб загребського «Динамо», де провів два сезони, взявши участь у 36 матчах чемпіонату.
Своєю грою за цю команду привернув увагу представників тренерського штабу основної команди «Динамо», до складу якого приєднався 2018 року. Дебютував за клуб 28 квітня 2018 року у матчі проти «Рієки» (поразка 0:1).
2018 року уклав орендну угоду з клубом «Локомотива», у складі якого провів наступний рік своєї кар'єри гравця.
З 2019 року два сезони на правах оренди захищав кольори клубу «Вараждин». Більшість часу, проведеного у складі «Вараждина», був основним гравцем команди.
24 червня 2021 року був орендований українським клубом «Дніпро-1».
30 липня 2022 року підписав контракт із донецьким «Шахтарем» терміном на 2 роки. Сума трансферу склала 800 тис. євро.
30 червня 2023 року на своїй сторінці в Instagram оголосив про свій відхід із донецького «Шахтара».

## Виступи за збірні
2015 року дебютував у складі юнацької збірної Хорватії (U-17), загалом на юнацькому рівні взяв участь у 15 іграх.
У складі молодіжної збірної Хорватії був учасником молодіжного чемпіонату Європи 2021.

## Статистика виступів

### Статистика клубних виступів
| Сезон             | Команда             | Чемпіонат         | Чемпіонат | Чемпіонат | Національний кубок | Національний кубок | Національний кубок | Континентальні кубки | Континентальні кубки | Континентальні кубки | Інші змагання | Інші змагання | Інші змагання | Усього | Усього | Усього |
| Сезон             | Команда             | Ліга              | Ігор      | Голів     | Ліга               | Ігор               | Голів              | Ліга                 | Ігор                 | Голів                | Ліга          | Ігор          | Голів         | Ігор   | Голів  |        |
| ----------------- | ------------------- | ----------------- | --------- | --------- | ------------------ | ------------------ | ------------------ | -------------------- | -------------------- | -------------------- | ------------- | ------------- | ------------- | ------ | ------ | ------ |
| 2016–17           | «Динамо-2» (Загреб) | 2.ХНЛ             | 17        | 0         |                    | -                  | -                  |                      | -                    | -                    |               | -             | -             | 17     | 0      |        |
| 2017–18           | «Динамо-2» (Загреб) | 2.ХНЛ             | 19        | 5         |                    | -                  | -                  |                      | -                    | -                    |               | -             | -             | 19     | 5      |        |
| 2017–18           | «Динамо» (Загреб)   | 1.ХНЛ             | 3         | 0         | КЧ                 | 0                  | 0                  |                      | -                    | -                    |               | -             | -             | 3      | 0      |        |
| 2018–19           | «Локомотива»        | 1.ХНЛ             | 15        | 0         | КЧ                 | 0                  | 0                  |                      | -                    | -                    |               | -             | -             | 15     | 0      |        |
| 2019–20           | «Вараждин»          | 1.ХНЛ             | 19        | 1         | КЧ                 | 0                  | 0                  |                      | -                    | -                    |               | -             | -             | 19     | 1      |        |
| Усього за кар'єру | Усього за кар'єру   | Усього за кар'єру | 73        | 6         |                    | 0                  | 0                  |                      | -                    | -                    |               | -             | -             | 73     | 6      |        |

## Титули та досягнення
«Шахтар»
- Чемпіон України (1): 2022-23